# Parastasia exophthalma
Parastasia exophthalma är en skalbaggsart som beskrevs av Kuijten 1992. Parastasia exophthalma ingår i släktet Parastasia och familjen Rutelidae. Inga underarter finns listade i Catalogue of Life.